# 美林騎馬俱樂部
美林騎馬俱樂部（：／）是一座位於朝鮮民主主義人民共和國首都平壤市寺洞區域美林洞的馬場。該馬場的前身為朝鮮人民軍534部騎兵連的訓練場。在2012年11月，該國時任最高領導人金正恩在視察當地後建議將訓練場改建為騎馬俱樂部，希望通過騎馬改善市民的健康。俱樂部於2013年5月動工，同年10月25日完工，11月15日正式開放。
據報導，美林騎馬俱樂部設戶外跑道、室內訓練場、騎馬知識普及室、疲勞恢復院、獸醫醫院和種畜研究所，佔地面積62.7萬平方米，建築面積4.4萬平方米。此外，俱樂部養有60匹馬，全由朝鮮勞動黨提供，同時聘用60多名騎馬訓練員。俱樂部的收費甚高，在2013年，當地人在室內訓練場騎馬須每小時支持10萬朝元，戶外跑道為每小時10萬元，而海外遊客則一律每小時36美元。同時，俱樂部容許遊客下注賭博，因此路透社相信金正恩設立美林騎馬俱樂部的真正原因是賺取外匯。

## 資料來源
1. 1 2 3 4  . Tongilnews. 2015-07-27  [2017-11-18]. （原始内容存档于2022-01-09）.
2. 1 2  . China.com. 2013-12-11  [2017-11-18].
3. 1 2  "美林骑马俱乐部竣工" 《朝鮮中央通訊社》 2013-10-21
4. ↑  "金正恩视察完工的美林骑马俱乐部 强调更多建设造福人民的建筑物" 《朝鮮中央通訊社》 2013-10-21
5. ↑  . 路透社. 2017-10-16  [2017-11-18]. （原始内容存档于2017-11-18）.